# Ariadna murphyi
Ariadna murphyi är en spindelart som först beskrevs av Chamberlin 1920.  Ariadna murphyi ingår i släktet Ariadna och familjen sexögonspindlar.
Artens utbredningsområde är Peru. Inga underarter finns listade i Catalogue of Life.